# Evald Hermaküla
Evald Hermaküla   (Jõelähtme, 6 de desembre de 1941 - Tallinn, 16 de maig de 2000) va ser un actor i director estonià.
Hermaküla va néixer al poble de Maardu a la parròquia de Jõelähtme. El 1965 es va graduar en geologia a la Universitat de Tartu. El 1965 també va acabar els seus estudis al Teatre Vanemuine de Tartu. Des del 1962 va ser actor i des del 1969 director d'escena al teatre Vanemuine. També va dirigir i va aparèixer com a actor de pel·lícules i televisió.
Hermaküla es va suïcidar penjat el 16 de maig de 2000 al parc Kadriorg de Tallinn, als 58 anys. Va ser enterrat al cementiri del bosc de Tallinn. En el moment de la seva mort, estava casat amb l'actriu Kaie Mihkelson.

## Filmografia seleccionada
- 1965: Me olime 18-aastased

- 1965: Mäeküla piimamees

- 1966: Tütarlaps mustas

- 1968: Libahunt

- 1970: Tuulevaikus

- 1985: Puud olid...

- 1985: Naerata ometi

- 1986: Saja aasta pärast mais

- 1986: Flamenc d'Õnnelind

- 1987: Ringhoov

- 1988: Doctor Stockmann. I part

- 1988: Doctor Stockmann. II part

- 1989: Regina

- 1990: Teenijanna

- 1991: Surmatants

- 1993: Õnne 13

- 1994: Victòria (Ühe armastuse lugu). I part

- 1994: Victòria (Ühe armastuse lugu). II part

- 1997: Febrer